# Groß Glien
Koordinaten: 52° 7′ 20,2″ N, 12° 30′ 19,4″ O

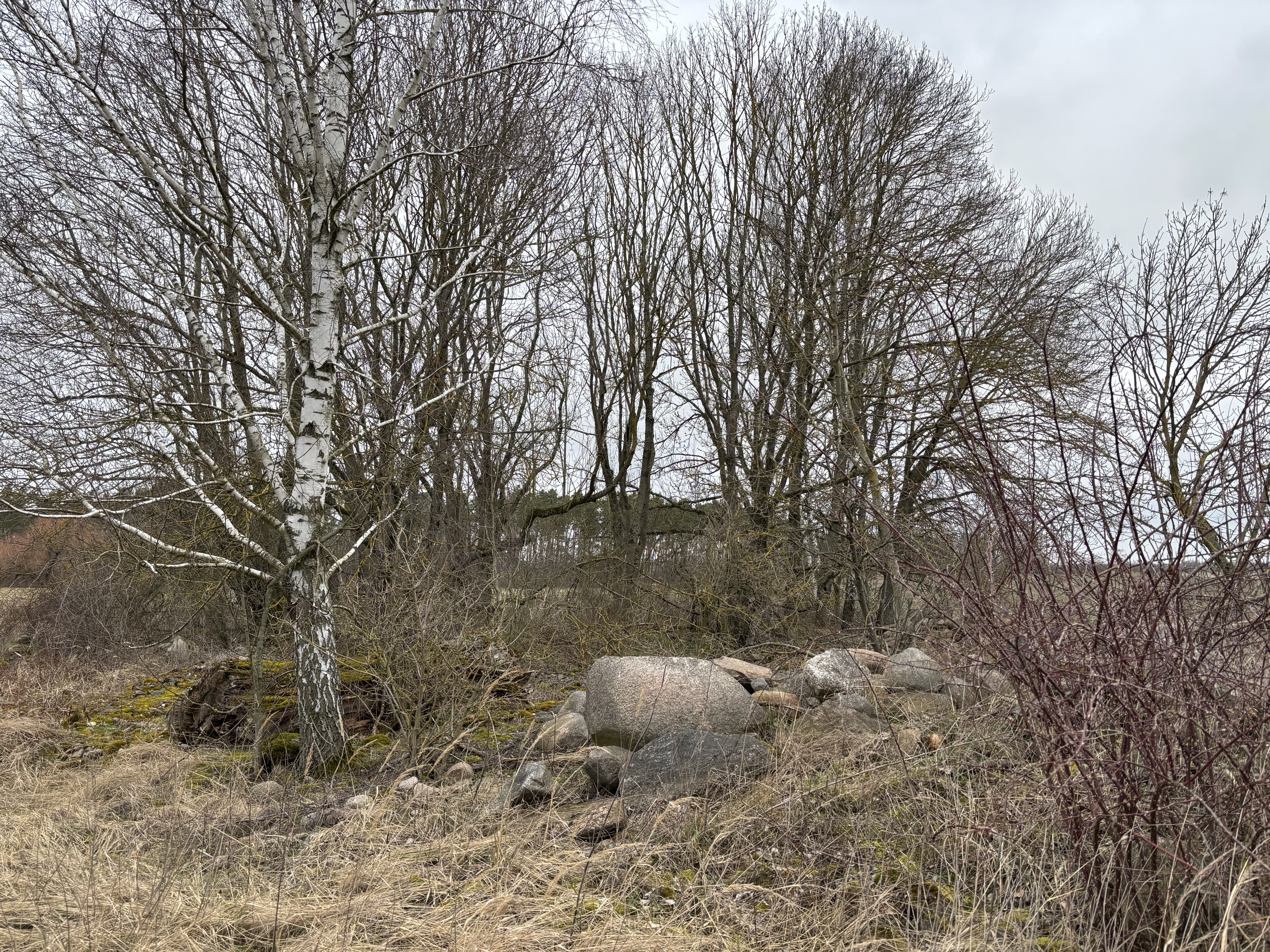
Wüstung Groß Glien

Groß Glien war eine Siedlung auf der Gemarkung der Stadt Bad Belzig im Landkreis Potsdam-Mittelmark in Brandenburg.

## Geografische Lage
Die Siedlung lag rund 1,1 Kilometer südwestlich von Klein Glien. Im Westen grenzt die Gemeinde Wiesenburg/Mark an. Südöstlich liegt Borne, ein weiterer Ortsteil von Bad Belzig. Nordöstlich liegt der 174,1 m ü. NHN Meter hohe Weinberg.

## Geschichte

### 14. bis 16. Jahrhundert

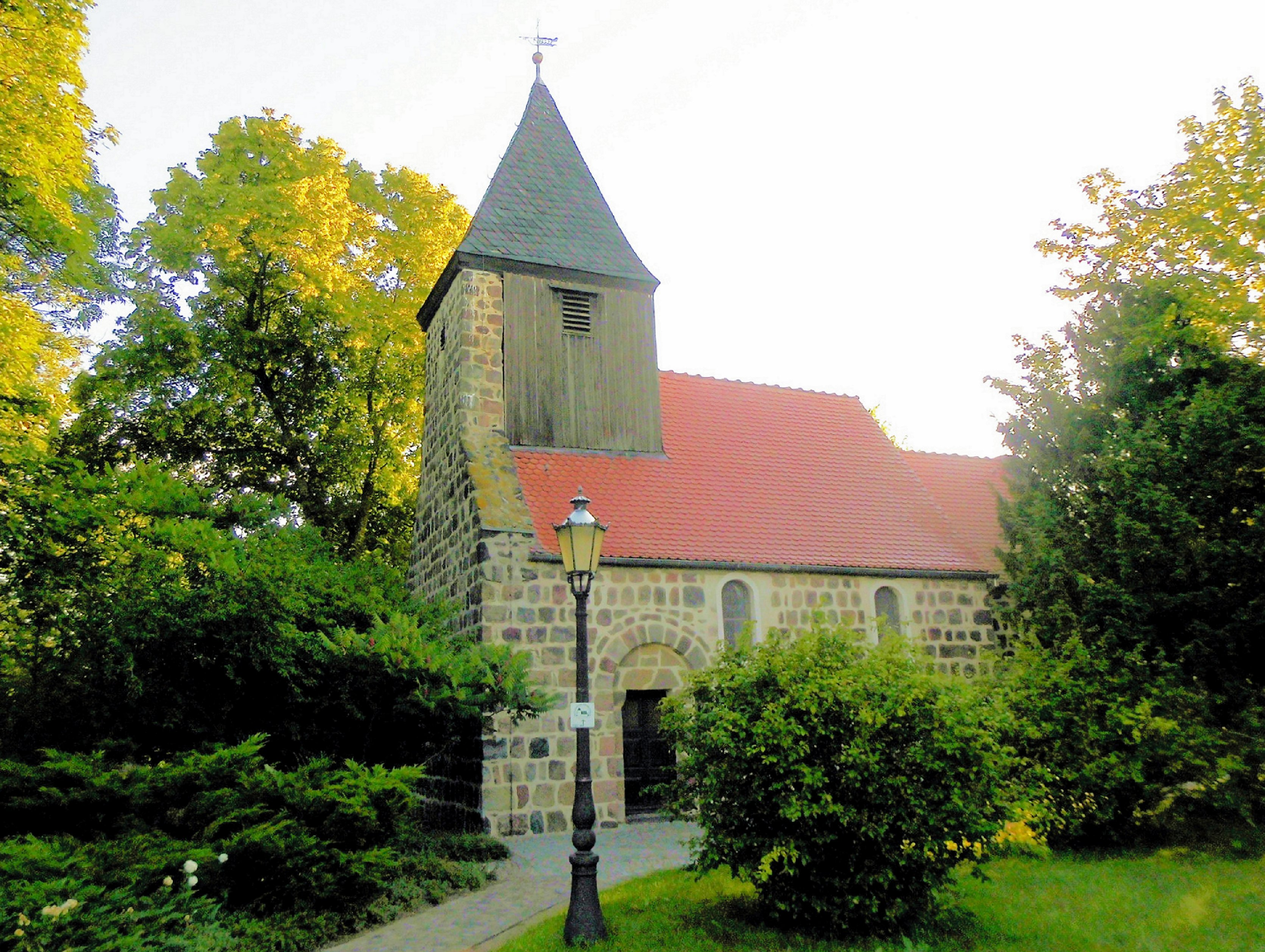
Dorfkirche in Apollensdorf; ihre Form soll der einst in Groß Glien vorhandenen Kirche entsprochen haben

Der Ort wurde 1388 als Glyn, Czum grosen Glyn erstmals urkundlich erwähnt und trug zur Unterscheidung von Klein Glien den Zusatz Groß. Es war zu dieser Zeit vermutlich noch aktiv; im genannten Jahr gehörte ein Hof mit allem Recht der Familie Luckenberg. Die von Thümen erhielten vor 1388 bis nach 1420 Hebungen bzw. die Pacht von sieben Hufen. Eine weitere Erwähnung von zu groszin Glin stammt aus den Jahren 1419/1420. Zu dieser Zeit lag die Siedlung bereits wüst; es wurde ein Richter ohne nähere Angaben sowie die bereits erwähnten Abgaben der von Thümen erwähnt. Vor 1487 bis 1755 war die Siedlung im Besitz der von Brandt von Lindau zu Wiesenburg bzw. Klein Glien. Benno Friedrich von Brandt ließ in den Jahren 1554/1575 ein Vorwerk errichten, das als Schäferei genutzt wurde. Dieses Bauwerk wurde 1592 als Große Flien. Eine Schäfferey urkundlich erwähnt. Im Ort muss es auch eine Kirche gegeben haben, da der Pfarrer aus Wiesenburg im Jahr 1575 vom Junker 30 Scheffel Roggen von der wüsten Feldmark Groß Glien und Schmerwitz erhielt. Experten vermuten, dass ihre Form und ihr Aussehen der Dorfkirche Apollensdorf glichen.

### 17. bis 20. Jahrhundert
Die Brandt von Lindau hielten im Jahr 1627 im Vorwerk 50 Stück Rindvieh, acht Schweine und 700 Schafe und erzielten einen Ertrag von 632 Scheffel Roggen, 240 Scheffel Gerste und 296 Scheffel Hafer. Im Jahr 1702 erschien das Vorwerk mit 20 Kühen, 700 Schafen, 8 Schweinen und einer Aussaat von 10 Wispel Roggen, 5 Wispel Gerste und 4 Wispel Hafer. Im Jahr 1752 bestand das Vorwerk mit 24 Ochsen, 25 Kühen und Kälbern, 35 Schweinen und einer Aussaat zu 6 Wispel Roggen und 5 ½ Wispel Hafer. Die von Watzdorf zu Mahlsdorf übernahmen 1755 das Vorwerk, verkauften es aber bereits 1765 wieder an die von Trotta genannt Treyden zu Glien, die es bis 1806 hielten. Danach übernahmen bis 1872 die von Tschirschky und Bögendorff zu Glien das Gut. Heinrich Friedrich Levin von Tschirschky ließ auf dem Vorwerk neue Ställe und Scheunen errichten. Die Gemarkung umfasste im Jahr 1858 insgesamt 625 Morgen (Mg) Fläche: 5 Mg Gehöfte, 500 Mg Acker und 20 Mg Weide sowie 100 Mg Wald. In dieser Zeit erschien das Vorwerk im Jahr 1777 mit vier Häusern, die an Drescher und Hofarbeiter vermietet waren. Im Jahr 1837 wurde von einem Rittergut und vier Wohnhäusern berichtet; 1858 nur noch von einem Gut mit vier Wohn- und vier Wirtschaftsgebäuden. Vorwerk und Schäferei erschienen noch 1891 mit einer Fläche von 1352 Hektar (ha). Nach 1906 wurde das Vorwerk mit dem Gutsbezirk Klein Glien vereinigt und 1931 schließlich abgebrochen.

## Bevölkerungsentwicklung
| Einwohnerentwicklung in Groß Glien von 1817 bis 1925 | Einwohnerentwicklung in Groß Glien von 1817 bis 1925 | Einwohnerentwicklung in Groß Glien von 1817 bis 1925 | Einwohnerentwicklung in Groß Glien von 1817 bis 1925 | Einwohnerentwicklung in Groß Glien von 1817 bis 1925 | Einwohnerentwicklung in Groß Glien von 1817 bis 1925 | Einwohnerentwicklung in Groß Glien von 1817 bis 1925 | Einwohnerentwicklung in Groß Glien von 1817 bis 1925 | Einwohnerentwicklung in Groß Glien von 1817 bis 1925 |
| ---------------------------------------------------- | ---------------------------------------------------- | ---------------------------------------------------- | ---------------------------------------------------- | ---------------------------------------------------- | ---------------------------------------------------- | ---------------------------------------------------- | ---------------------------------------------------- | ---------------------------------------------------- |
| Jahr                                                 | 1817                                                 | 1837                                                 | 1858                                                 | 1871                                                 | 1885                                                 | 1895                                                 | 1905                                                 | 1925                                                 |
| Einwohner                                            | 31                                                   | 46                                                   | 42                                                   | 33                                                   | 29                                                   | 15                                                   | 10                                                   | 18                                                   |

## Kultur und Sehenswürdigkeiten

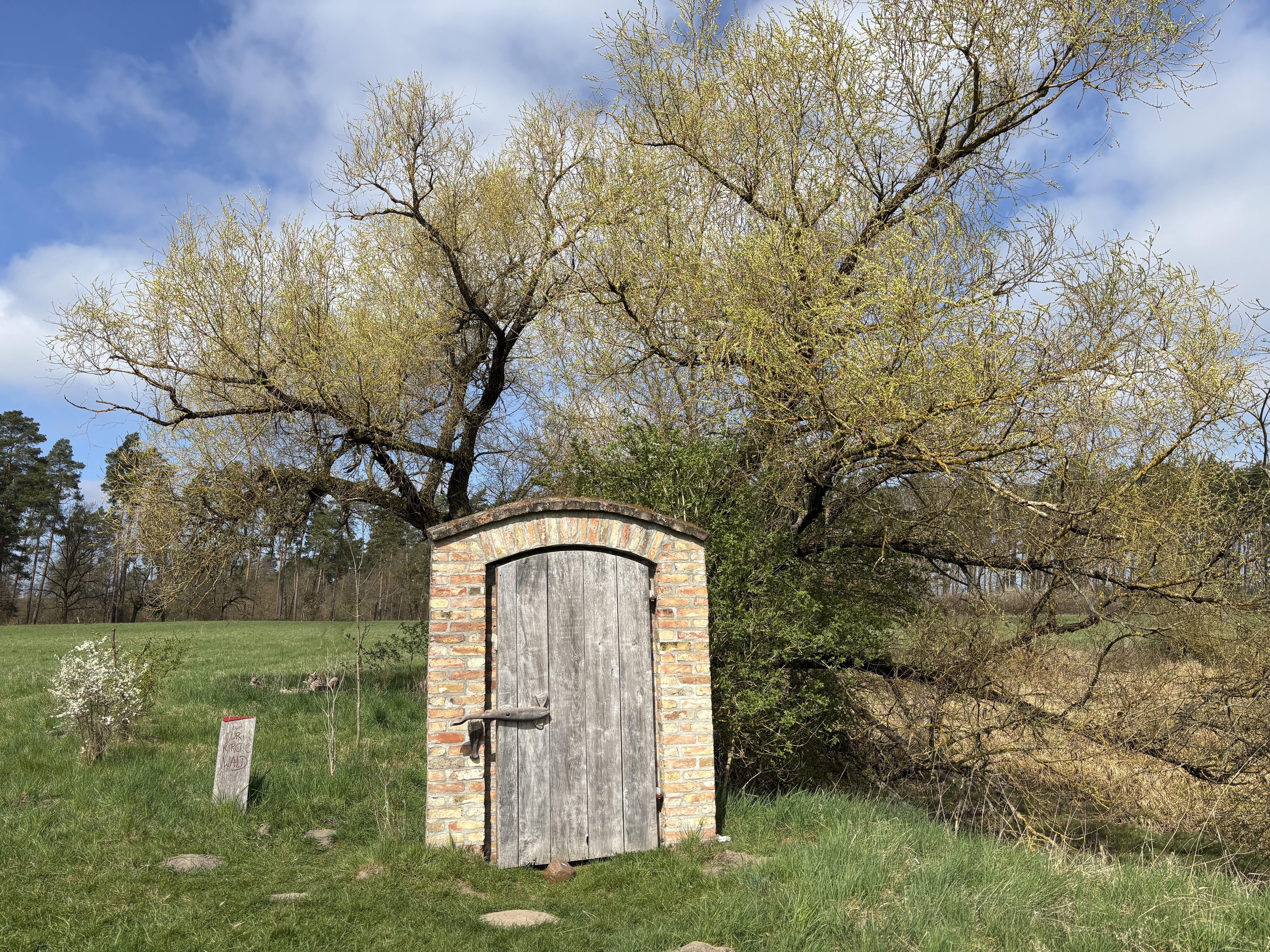
Weltentür von Sebastian David

Im Jahr 2010 errichtete der Künstler Sebastian David ein als Weltentür bezeichnetes Kunstwerk. Es besteht aus einer Tür aus Eschenholz, die in einen Rahmen aus Mauerstein eingelassen ist und an den vergangenen Ort erinnern soll. Im Innern der Tür installierte David eine mechanische Klanginstallation. Aus den Fundamentresten der Dorfkirche erheben sich Bäume und schaffen so einen hallenförmigen Eindruck. David bezeichnete dieses Kunstwerl als Urkirche Wald. Die Fläche wurde für Konzerte, Lesungen, Theaterproben und einen Trauung genutzt. Sie soll an die Kathedrale von Chartres erinnern und Meditationszwecken dienen.